# Élection présidentielle turkmène de 2022
L'élection présidentielle turkmène de 2022 a lieu le 12 mars 2022 afin d'élire le président de la république du Turkménistan.
Organisée de manière anticipée deux ans avant la date prévue, l'élection fait suite à la démission annoncée du président Gurbanguly Berdimuhamedow, ce dernier préparant depuis plusieurs années sa succession au profit de son fils Serdar Berdimuhamedow.
Sans surprise, Serdar Berdimuhamedow remporte l'élection dès le premier tour avec près de 73 % des suffrages.

## Contexte

### Situation démocratique

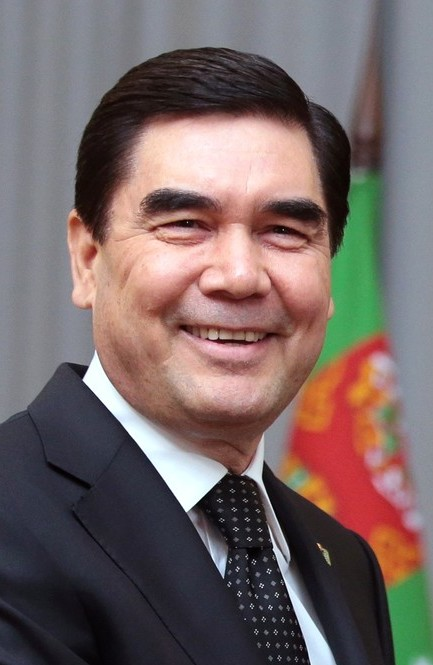
Gurbanguly Berdimuhamedow

Le Turkménistan est un régime autoritaire où aucune opposition organisée n'est permise face à un pouvoir encensé par un culte de la personnalité. Le pays n'a connu que deux présidents depuis son indépendance lors de la chute de l'URSS en 1991 : Saparmyrat Nyýazow puis, à sa mort en 2006, Gurbanguly Berdimuhamedow. Élu en 2007, ce dernier est réélu en 2012 puis en 2017 pour un mandat de sept ans. L'espace politique est dominé par le Parti démocratique du Turkménistan (TDP) — héritier du parti communiste de l'ère soviétique et parti unique jusqu'en 2012 —, aucune opposition n'étant tolérée en dehors de partis fantoches affiliés au pouvoir.
Freedom House rapporte ainsi que l'État « continue de violer les droits de l'homme fondamentaux, d'emprisonner les militants d'opposition » et de pratiquer une politique de népotisme. L'organisation lui attribue un score de 1,00 sur son échelle du taux de démocratie, cette dernière allant de 1 pour une dictature totale à 7 pour une démocratie pleine et entière. Freedom House classe le pays parmi les pires violateurs des droits civils et politiques, et lui attribue un taux de liberté de 2 %.
Reporters sans frontières classe quant à lui le Turkménistan 178e sur 180 pour le respect de la liberté de la presse en 2021, seuls l'Érythrée et la Corée du Nord faisant pire dans ce domaine. L'organisation note que le pays est « l’un des plus fermés au monde », dans lequel l'ensemble des médias sont contrôlés par le pouvoir, et où internet est soumis à une très forte censure. Sous le prétexte « d'embellir les villes », le gouvernement procède régulièrement à des campagnes de destruction des antennes paraboliques afin d’empêcher la population d'accéder aux médias étrangers.

### Succession dynastique

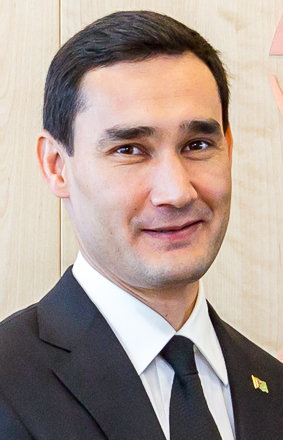
Serdar Berdimuhamedow

Le 11 février 2022, le président Gurbanguly Berdimuhamedow annonce au cours d'une réunion du conseil du peuple son intention de démissionner en mars 2022. Affirmant prendre cette « décision difficile » afin de confier la direction du pays aux « jeunes générations »,, il annonce néanmoins son intention de se maintenir comme président du conseil du peuple, la chambre haute turkmène. Le lendemain même, le président de la commission électorale Bezirgen Karaev annonce la tenue d'une élection présidentielle anticipée pour le 12 mars 2022.
La décision du président turkmène — qui souffre de diabète — intervient dans la continuité d'une stratégie de « succession dynastique » observée depuis plusieurs années,,. Les élections législatives de mars 2018 sont en effet considérée à l'époque comme un tremplin en ce sens pour son fils Serdar Berdimuhamedow. Élu député avec 99,4 % des voix dans sa circonscription, ce dernier connait une rapide ascension au cours des années qui suivent, devenant successivement ministre adjoint des Affaires étrangères, gouverneur adjoint puis gouverneur de la province d'Ahal, ministre du Bâtiment et des Industries et vice-Premier ministre, ainsi que membre du Conseil de sécurité national,. Vice Premier ministre d'un gouvernement ne comportant pas de Premier ministre mais directement placé sous l'autorité de son père, Serdar Berdimoukhamedov devient de fait le numéro deux du régime, et est depuis largement perçu comme son héritier désigné,,.
En parallèle, Gurbanguly Berdimuhamedow fait procéder en septembre 2020 à une révision constitutionnelle qui rétablit le bicaméralisme en transformant le Conseil du peuple en chambre haute du parlement. L'élection de ses membres au suffrage indirect en mars 2021 voit le président élu avec 100 % des suffrages dans sa circonscription. Le 14 avril suivant, il prend la présidence du conseil, se réservant ainsi une fonction durable au sein du régime, les anciens présidents étant de droit membres à vie du Conseil du peuple,.

## Système électoral
Le président du Turkménistan est élu au scrutin uninominal majoritaire à deux tours pour un mandat de sept ans, sans limitation du nombre de mandats. Est élu le candidat ayant recueilli la majorité absolue des suffrages exprimés au premier tour. À défaut, un second tour est organisé entre les deux candidats arrivés en tête au premier, et celui recueillant le plus de suffrages est déclaré élu.

## Candidats
Le Parti démocratique du Turkménistan (TDP) nomme Serdar Berdimuhamedow comme candidat le 14 février. L'annonce de sa candidature est diffusée sur la télévision nationale,.
Le Parti agraire du Turkménistan (TAP) nomme Agadjan Bekmyradov comme candidat le 15 février à la suite d'un vote unanime en ce sens au congrès extraordinaire du parti.
Les candidatures de l'indépendant Berdymammet Gurbanov et du membre du TDP Perkhat Begenjov sont annoncées par la commission électorale le 18 février, celles des indépendants Maksatmyrat Ovezgeldiyev et Kakageldi Saryeva le 21, et celles de l'indépendant Hydyr Nunnaev et du membre du TDP Maksat Odeshov le 22. La candidature de Babamyrat Meredov, membre du Parti des industriels et des entrepreneurs (TSTP), est également annoncée le 22.

## Participation
| Heures      | %     | % total cumulé |
| ----------- | ----- | -------------- |
| 07:00-09:00 | 25,24 | 25,24          |
| 09:00-11:00 | 25,81 | 51,05          |
| 11:00-13:00 | 20,85 | 71,90          |
| 13:00-15:00 | 14,44 | 86,34          |
| 15:00-17:00 | 6,85  | 93,19          |
| 17:00-19:00 | 3,93  | 97,12          |

## Résultats
| Candidats                | Candidats                | Partis                   | Premier tour | Premier tour |
| Candidats                | Candidats                | Partis                   | Voix         | %            |
| ------------------------ | ------------------------ | ------------------------ | ------------ | ------------ |
|                          | Serdar Berdimuhamedow    | TDP                      | 2 452 705    | 72,97        |
|                          | Hydyr Nunnaev            | Ind.                     | 372 525      | 11,09        |
|                          | Agadjan Bekmyradov       | TAP                      | 242 685      | 7,22         |
|                          | Berdymammet Gurbanov     | Ind.                     | 74 690       | 2,22         |
|                          | Perkhat Begenjov         | TDP                      | 67 770       | 2,02         |
|                          | Maksatmyrat Ovezgeldiyev | Ind.                     | 38 881       | 1,16         |
|                          | Maksat Odeshov           | TDP                      | 38 801       | 1,15         |
|                          | Kakageldi Saryeva        | Ind.                     | 36 568       | 1,09         |
|                          | Babamyrat Meredov        | TSTP                     | 36 421       | 1,08         |
|                          |                          |                          |              |              |
| Votes valides            | Votes valides            | Votes valides            | 3 361 037    | 99,97        |
| Votes blancs et nuls     | Votes blancs et nuls     | Votes blancs et nuls     | 1 015        | 0,03         |
| Total                    | Total                    | Total                    | 3 362 052    | 100          |
| Abstention               | Abstention               | Abstention               | 98 028       | 2,83         |
| Inscrits / participation | Inscrits / participation | Inscrits / participation | 3 460 080    | 97,17        |

## Conséquences
Serdar Berdimuhamedow remporte sans surprises le scrutin dès le premier tour avec une large majorité des suffrages, entamant ainsi la succession dynastique annoncée,.
Les résultats prennent plusieurs jours à être rendus publics, un délai remarqué dans un pays où les résultats des scrutins sont habituellement publiés dès le lendemain du vote, et qui font soupçonner une « surprise dans les pourcentages » ayant nécessité un correctif,.
La passation de pouvoir entre les Berdimuhamedow père et fils intervient le 19 mars au Palais présidentiel d'Oguzhan dans la capitale Achgabat,.